# Jos Weijmer
Jos Weijmer (Kerkrade, 23 augustus 1967 - Maastricht, 12 april 2015) was een Nederlands illustrator, schrijver, scriptadviseur en uitgever. Hij specialiseerde zich in illustraties en verhalen binnen het fantasygenre.

## Biografie
Weijmer groeide op in Heerlen. Hij studeerde Economie en Rechten in Maastricht voordat hij zich er na een kortstondige studie aan de kunstacademie aldaar vestigde als beeldend kunstenaar. Al snel belandde hij in de reclamewereld en begon illustraties en designs te maken. Hij heeft als freelancer gewerkt voor bedrijven als de Rabobank en de Koninklijke Marine en kaartspellen gemaakt voor Cartamundi.
In al die tijd heeft hij ook een loopbaan opgebouwd als fantasyartiest, beginnend bij tijdschriften als Magister, SF Terra, Holland SF en Rakis, alsmede Eddy C. Bertins sf-gids maar ook het Duitse Alien Nation. Uiteindelijk heeft hij veel werk gemaakt voor verscheidene buitenlandse uitgevers en spellen fabrikanten, waaronder de befaamde Amerikaanse uitgever White Wolf, waar hij onder andere illustraties voor het kaartspel 'Rage' gemaakt heeft. Tegenwoordig illustreert hij ook weer voor Nederlandse uitgeverijen en tijdschriften, waaronder Pure Fantasy.
Hij heeft ook een aantal strips gemaakt, waaronder de komische strip Dinges en het surrealistische De Loutering. Het tweede deel van Dinges verscheen in feuilletons in het tijdschrift Wartaal, verbonden aan Het Stripschap. Samen met Melchior van Rijn maakte hij de strip 'The Players'.
Begin 2007 startte hij samen met Richard de Vroede de uitgeverij Ardor House op, die zich specialiseerde in fantasykunstboeken en geïllustreerde fantasyromans op groot formaat van de hand van voornamelijk Nederlandstalige kunstenaars en schrijvers.
Na het afronden van het uitgeven en illustreren van de nieuwe roman Mistwereld van de fantasyauteur Peter Schaap kwam er een einde aan Ardor House. Een aantal auteurs die bij Ardor House publiceerden, besloten Weijmer te volgen naar diens eigen uitgeverij, Zilverspoor. Bij Zilverspoor kwamen verschillende edities uit, totdat Weijmer besloot krachten te bundelen met uitgever Alex de Jong, die al uitgeverij Books of Fantasy bezat. Beide heren besloten per 1 januari 2011 gezamenlijk verder te gaan in de uitgeverij Books of Fantasy VoF. Deze samenwerking duurde een jaar en werd op 31 december 2011 beëindigd, waarna Weijmer zijn aandacht volledig richtte op Zilverspoor.
In 2012 richtte Weijmer uitgeverij Zilverbron op.
Weijmer overleed op 12 april 2015 in Maastricht.